# Wilhelmina (Fernsehserie, 2001)
Wilhelmina ist eine niederländische Miniserie aus dem Jahr 2001 von Olga Madsen, basierend auf dem Theaterstück Wilhelmina: Je maintiendrai von Ton Vorstenbosch, und wurde auch von diesem Autor für das Fernsehen bearbeitet. Die Serie zeigt in schnellem Tempo und mit viel Verdichtung die Lebensgeschichte von Königin Wilhelmina (1880–1962), wobei viel Wert darauf gelegt wird, dass sie eine würdige Nachfolgerin früherer Mitglieder der Oranje-Dynastie ist.
Die Serie wurde in vier Episoden von jeweils 50 Minuten im Fernsehen von der NCRV ausgestrahlt, vom 2. April bis zum 23. April 2001.

## Besetzung
- Anne Wil Blankers – Koningin Wilhelmina
- Ricky Koole – Jonge Wilhelmina
- Jasperina de Jong – Koningin Emma
- Johann von Bülow – Jonge Hendrik
- Victor de Wachter – Prins Hendrik
- Mirjam Stolwijk – Prinses Juliana
- Geert Lageveen – Prins Bernhard
- Mark Rietman – Van ’t Sant
- Pia Douwes – Margaretha van ’t Sant
- Paul Hoes – Van Tets
- Krijn ter Braak – Baron van Geen
- Menno van Beekum – Kammerdiener Six
- Ineke Veenhoven – Freule Van de Poll
- Elsje Scherjon – Fräulein Schimmelpenninck
- Hans Veerman – Van Tuyl van Serooskerken
- Peter Oosthoek – Ministerpräsident Nicolaas Pierson
- Hans Croiset – Ministerpräsident Hendrikus Colijn
- André van den Heuvel – Ministerpräsident Dirk Jan de Geer
- Adriaan Olree – Ministerpräsident Pieter Gerbrandy
- Bert Geurkink – Ministerpräsident Louis Beel
- Bob van Tol – Ministerpräsident Willem Drees
- Hein van der Heijden – Herr Doenselaer
- Hiske van der Linden – Fräulein van Rhijn
- Mike Reus – Booy
- Sieto Hoving – Dumenceau
- Viviane De Muynck – Elsi
- Arjan Kindermans – Van Riemsdijk
- Kirsten van Dissel – Mien
- Tom de Jong – Jan Derk Lier
- Reinier Bulder – Officier
- Bente de Vries – Wilhelmina (mit 10 Jahren)
- Sterre van der Meer – Juliana (mit 6 Jahren)
- Jamie Kradolfer – Juliana (mit 9 Jahren)
- Lidewij Benus – Alice van Hemert
- Guusje van Tilborgh – Gräfin Kotzebue
- Herbert Flack – Graf Kotzebue
- Vastert van Aardenne – Oberst Phaff
- Helmert Woudenberg – General Winkelman
- John Vine -–King George
- Sheila Ruskin – Queen Elisabeth
- Bob Löwenstein – Minister
- Arthur Boni – Minister
- David Savalle – Marechaussee